# Asian Sevens Series Femenino 2017
El Asian Sevens Series Femenino de 2017 fue la decimoctava temporada del torneo femenino de rugby 7 de la confederación asiática.

## Calendario
| Torneo                         | Ciudad  | Fecha                 | Campeón |
| ------------------------------ | ------- | --------------------- | ------- |
| Seven Femenino de Incheon 2017 | Incheon | 23 - 24 de septiembre | Japón   |
| Seven Femenino de Colombo 2017 | Colombo | 13 - 14 de octubre    | Japón   |

## Tabla de posiciones
| Pos | País          | KOR | SRI | Puntos |
| --- | ------------- | --- | --- | ------ |
| 1   | Japón         | 8   | 8   | 16     |
| 2   | China         | 7   | 7   | 14     |
| 3   | Kazajistán    | 6   | 6   | 12     |
| 4   | Hong Kong     | 5   | 4   | 9      |
| 5   | Tailandia     | 3   | 5   | 8      |
| 6   | Sri Lanka     | 4   | 3   | 7      |
| 7   | Singapur      | 2   | 2   | 4      |
| 8   | Corea del Sur | 1   | 1   | 2      |

| Bandera de Japón |
| Campeón Japón    |
| Quinto título    |